# Nabunturan
Nabunturan is een gemeente in de Filipijnse provincie Davao de Oro op het eiland Mindanao. Bij de laatste census in 2007 had de gemeente ruim 67 duizend inwoners.

## Geografie

### Bestuurlijke indeling
Nabunturan is onderverdeeld in de volgende 28 barangays:
| - Anislagan - Antiquera - Basak - Bayabas - Bukal - Cabacungan - Cabidianan - Katipunan - Libasan - Linda - Magading - Magsaysay - Mainit - Manat | - Matilo - Mipangi - New Dauis - New Sibonga - Ogao - Pangutosan - Poblacion - San Isidro - San Roque - San Vicente - Santa Maria - Santo Niño (Kao) - Sasa - Tagnocon |

## Demografie
Nabunturan had bij de census van 2007 een inwoneraantal van 67.365 mensen. Dit zijn 6.822 mensen (11,3%) meer dan bij de vorige census van 2000. De gemiddelde jaarlijkse groei komt daarmee uit op 1,48%, hetgeen lager is dan het landelijk jaarlijks gemiddelde over deze periode (2,04%). Vergeleken met de census van 1995 is het aantal mensen met 10.789 (19,1%) toegenomen.

De bevolkingsdichtheid van Nabunturan was ten tijde van de laatste census, met 67.365 inwoners op 231,3 km², 291,2 mensen per km².